# Ayote
De ayote (Cucurbita argyrosperma, synoniem: Cucurbita mixta) is een eenjarige klim- of kruipende plant uit de komkommerfamilie (Cucurbitaceae). Deze pompoensoort heeft ruwbehaarde stengels en ranken. De bladeren zijn groot, afgerond en hart- of niervormig. Aan de basis hebben de bladeren diepe inhammen. De bladeren zijn gegolfd en aan de randen getand. De bloemen zijn geel, eenhuizig, klokvormig en hebben vijf bloembladeren.
De vruchten van de ayote zijn in vorm en kleur zeer variabel. De vruchten kunnen rond, ovaal, peervormig of langwerpig zijn. Het vruchtvlees is geel, oranje, bleekgroen of wit gekleurd. De grote vruchtholte in het midden van de vrucht bevat vele, platte, ovale zaden.
Rijpe en onrijpe vruchten worden als groente gegeten. Ze worden gekookt of gestoofd en in soepen en stamppotten verwerkt of als bijgerecht bij vleesgerechten geserveerd. De zaden kunnen worden geroosterd en gezouten of met honing worden geconsumeerd. In de volksgeneeskunde worden de zaden bij de behandeling van darmparasieten gebruikt.
De ayote komt van nature voor in tropisch Midden- en Zuid-Amerika. Hij wordt wereldwijd in de (sub)tropen verbouwd.